# ظل

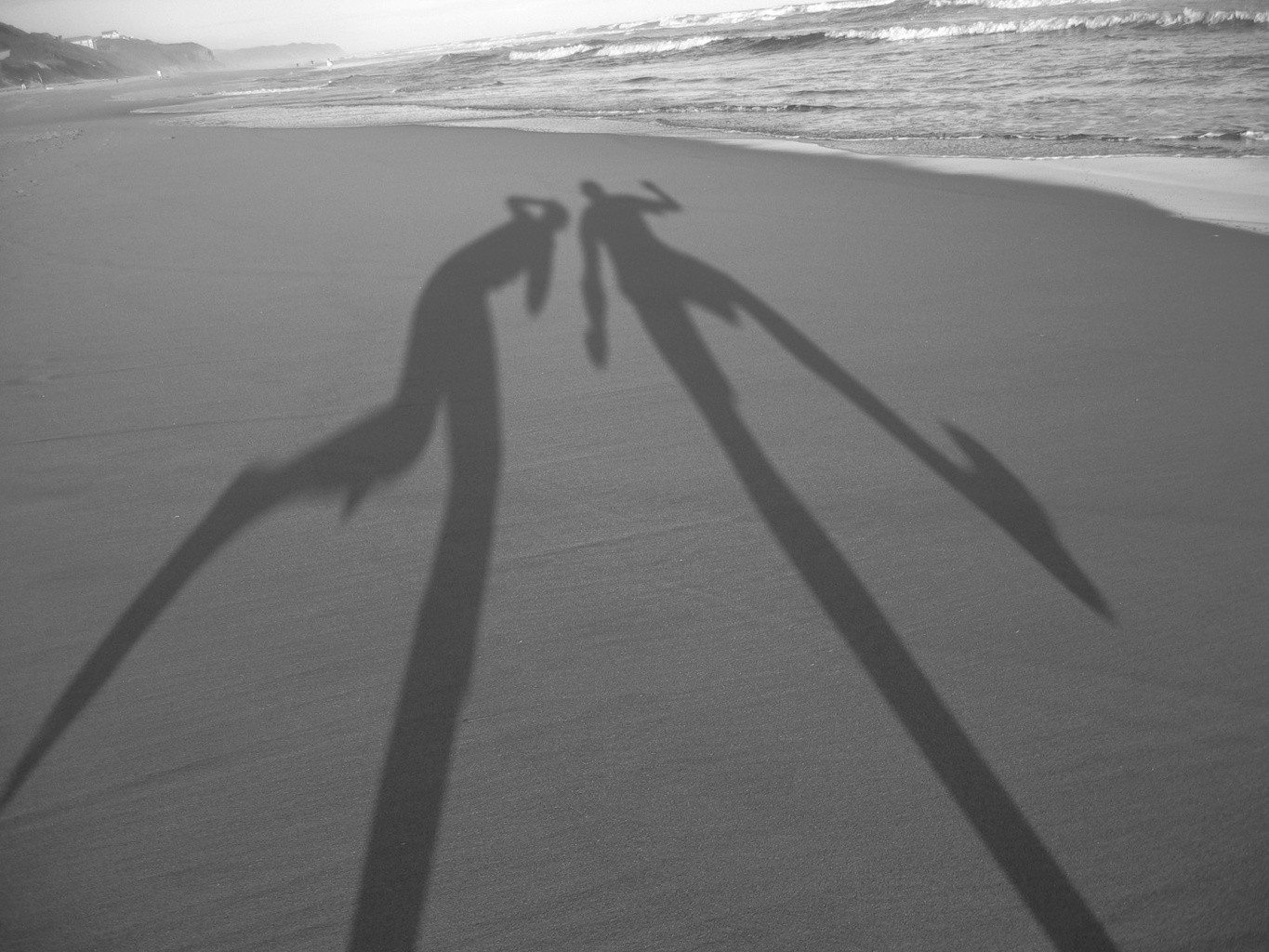
ظل على شاطئ

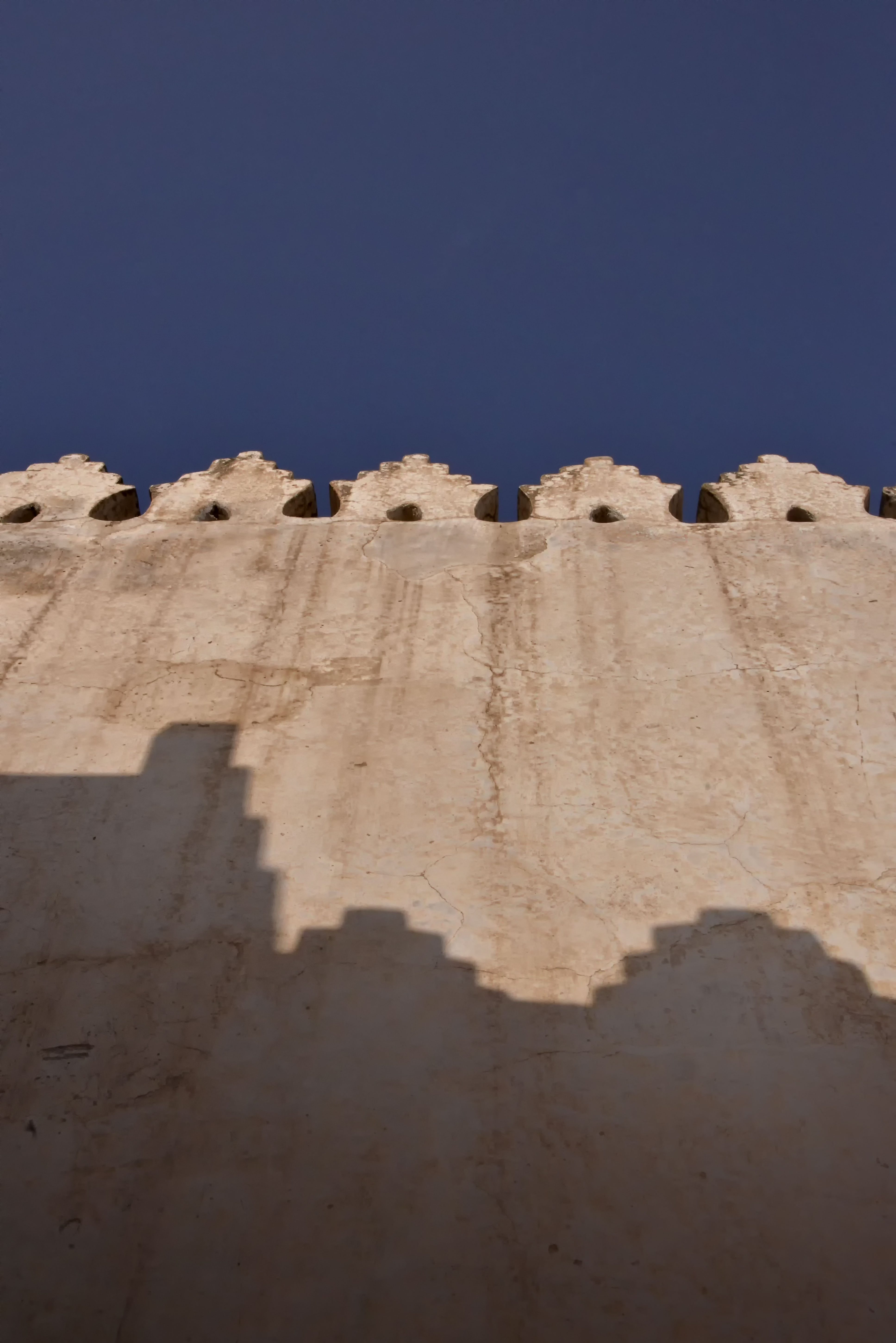
ظل مبنى في اليمن

الظل هو المنطقة المظلمة الذي يسببه جسم ما عندما يحجب الضوء من الوصول إلى سطح ما. فعندما تقف في ضوء الشمس يحجب الجسم بعض الضوء الذي كان يمكن أن يضيء الأرض، وهكذا يصبح ظلك منطقة مظلمة بشكل جسمك. فالأرض تلقي ظلاً على الفضاء لأنها تحجب بعض ضوء الشمس. ويظلم القمر خلال الخسوف القمري عندما يتحرك داخل ظل الأرض.
يقع الظل من جانب شيء ما مواجهًا لمصدر الضوء. وإذا كان مصدر الضوء أصغر من الجسم الحاجز، يكون الظل متساوي العتمة. أما المصدر الواسع للضوء فيعكس ظلاً قاتم المركز يسمى الظل الكامل. ويحاط الظل الكامل بمنطقة أقل قتامة تسمى الظل المشعشع. ويكون الظل قاتمًا لأن الشيء يحجز كل الضوء الموجَّه نحو السطح. أما الظل المشعشع فيظهر عندما يمر بعض الضوء خلال الشيء ويصل إلى السطح.
يسبب مصدر الضوء الكبير ظلاً وظلالاً باهتة تسمى الظل المشعشع لأن بعض الضوء يمر خلال الجسم إلى الظلال فيضيئها. وفي ضوء الشمس الباهر، تبدو للأجسام ظلال مظلمة وواضحة. وفي الأيام المعتمة الضبابية تبدو الظلال باهتة. وفي مثل تلك الأيام يكون ضوء الشمس معتمًا، وتشتِّت الذرات المنتشرة في الهواء بعضًا من الضوء في الظلال مما يضيئها.

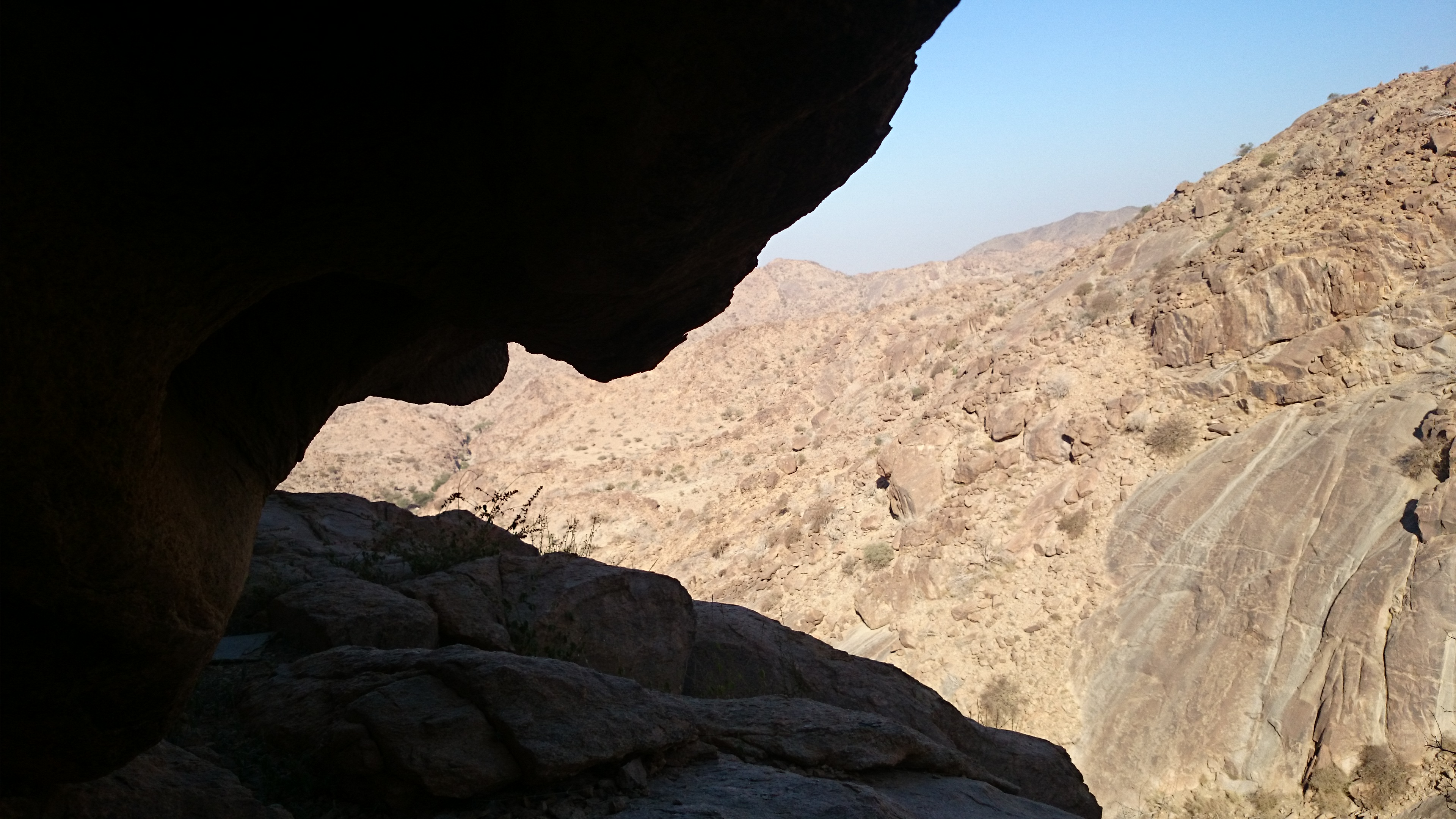
فجوة تظللها صخور

## ظل الاستواء
ظل الاستواء هو الظل الذي يكون حين تكون الشمس في وسط السماء وهو أقصر ظل. ووسط السماء يعرف بالنجم أو باعتبار البوصلة.